# موازنة ثقافية
يُشير مصطلح الموازنة الثقافية (بالإنجليزية: Cultural leveling)‏ إلى العملية التي تتعامل بها الثقافات المختلفة مع بعضها بعضاً نتيجة للسفر والتواصل. ويمكن أن يشير أيضًا إلى "العملية التي يجري من خلالها تصدير الثقافة الغربية ونشرها في دول أخرى". فعلى سبيل المثال، كانت الموازنة الثقافية داخل الولايات المتحدة مدفوعة بوسائل الإعلام الجماهيرية مثل البث الإذاعي والتلفزيوني وتوزيع المجلات والكتالوجات على الصعيد الوطني.
تعتبر بعض هذه الوسائل والآثار نتائج فترة العصر الصناعي في العشرينات والثلاثينات. وفي الوقت الحالي، فإن التفاعلات بين الدول في جميع أنحاء العالم قد فتحت الفرصة للحوار الثقافي بين الثقافات المختلفة. وقد خضعت الدول في جميع أنحاء العالم لنوع من التوحيد الثقافي، حيث يكون بعض البلدان أكثر انفتاحًا عليه من غيرها. فعلى سبيل المثال، قد استوعبت اليابان أساليب اللباس والموسيقى الغربية في مزيج من الثقافات الغربية والشرقية.
واليوم، بسبب التقاطع والسفر والاتصالات عبر الزمان والمكان، لا يوجد تقريبًا "الجانب الآخر من العالم" بعد، مما يؤدي إلى نتيجة لا مفر منها والتي تعرف باسم التوحيد الثقافي. يتشارك كل من التركيبية والموازنة الثقافية في أيديولوجية مماثلة في فصل الثقافة عن الطبيعة البشرية مما يخلق خطرًا محتملاً أو استعبادًا وتلاعبًا. وتوجد الموازنة الثقافية بشكل ملحوظ في الأقليات بدلاً من الثقافات الكبيرة التي تسعى للثراء، ويوجد المزيد من القواسم المشتركة في الأقليات. في بعض الأحيان، يمكن أن تشكل الثقافات المضادة والثقافات الفرعية مقاومة للتغيير الثقافي داخل المجتمع. انتشرت الثقافات المحلية فيما بينها في العصور السابقة كعناصر مادية مما أثر على تغيير الأجواء الثقافية. وقد كان هذا الانتشار جزءًا من أهم التغييرات الثقافية في التاريخ المسجل. ولإيضاح مدى أهمية فقدان التنوع والتوحيد الثقافي الناتج عنه، فإن العديد من علماء الاجتماع مثل دانيال ليرنر قد ضخموا هذا لرأي من خلال عبارة "فقدان المجتمع التقليدي".

## يُنظر إلى النسبية والموازنة الثقافية على أنهما تهديد مزدوج
أكد باكو (2009) أن النسبية تمكن الثقافات المتنوعة من التعايش. وفي الوقت نفسه، تزيل الموازنة الثقافية الاختلافات الثقافية التي تجعل الشخص فريدًا. علاوة على ذلك، كان هناك ما يُعرف بـ "إضفاء الطابع التجاري على التبادل الثقافي: التبادل الثقافي والانتقائي للموازنة الثقافية". ينت
ج عن الموازنة الثقافية توحيد السلوكيات وأنماط الحياة التي تهدف إلى خلق خطر فقدان أهمية ثقافات وتقاليد البلدان المختلفة. يكمن الخطر في الموازنة الثقافية في القبول العشوائي لأنواع السلوك وأنماط الحياة. وبهذه الطريقة يغفل المرء عن الأهمية العميقة للأمم المختلفة، وتقاليد مختلف الناس، التي يعرّف بها الأفراد عن أنفسهم فيما يتعلق بأسئلة الحياة الأساسية.

## مبدأ العابر للحدود للأفراد والأماكن والثقافات
من الواضح اليوم أن الترابط الشخصي المحلي والعالمي أصبح عدم واضح بشكل متزايد.

### المقطع العرضي
تمتد السنوات الذهبية مجلة المقطع العرضي [الإنجليزية] (Der Querschnitt) من عام 1924 إلى عام 1929 عندما كانت تحرر وتسهم في التنوع الثقافي بواسطة هيرمان فون فيدركوب [الإنجليزية].
تحتوي مجلة المقطع العرضي على مقارنات للثقافات والأماكن والأديان تليها وتيرة التوحيد الثقافي الذي كان يتقدم من منظور عالمي. يجعل المقطع العرضي مفهوم التوحيد الثقافي سهل التعرف عليه.
ولا تعد المقطع العرضي مجلة أوروبية فحسب، بل هي كوزموبوليتية أيضًا حيث تمثل الاتجاهات المعاصرة القديمة والحديثة. وبحلول نهاية العشرينيات، كان الناس في كلا الطرفين من الطبقة الاجتماعية يرقصون على نفس الإيقاعات ويستمعون إلى نفس الأغاني الشهيرة، حيث استبدلت الثقافة العالية بنسخة شعبية جديدة من الفن العالي، وهي موسيقى الترفيه الجماهيري والجاز والسينما.
وزعمت هذه المفاهيم الجديدة الرائجة أن الملاكمة والجاز هما الأشكال الفنية الوحيدة المثيرة في العصر الحديث، وأن "موسيقى السود" هي التي تحدد المعايير لما هو جديد ومثير.
ورأي أن هذه التغييرات المختلفة نجحت بشكل رئيسي لأن الحداثة في المدن والمناطق وجوانب الحياة الحديثة المتبادلة أثارت إعجاب الأفراد وقدمت لهم طريقة جديدة تمامًا للحياة.

## المنتجات الثقافية في دول البلقان
في العشرينيات من القرن الماضي، كانت المدن في البلقان تشهد تغييرات كبيرة. وحسبما يفيد صحفي ياباني، فقد اعتمدت معظم تسريحات الشعر التي نعرفها اليوم من الأساليب والموضة في طوكيو. وكانت تسريحة الشعر التي نعرفها اليوم باسم "البوب"، والتي أصبحت الآن أسلوبًا رئيسيًا في هوليوود، تعرف في الأصل باسم قصة الشعر الجديدة للغيشا والتي نشأت في طوكيو.
كانت المنطقة بأكملها بين بودابست وإسطنبول تعرض نفس نمط الحياة: "فرق الجاز، وأجهزة الغراموفون، وملصقات تشابلن، والصحف الدولية، ومجلات العراة من برلين، والكوميكس من باريس، وسيارات الأجرة، وعلامات تحرر المرأة في صالونات تركيا والشرق الأدنى."
تعد السلع المنتجة بكميات كبيرة وعدم واقعية تعدد الثقافات في الحياة اليومية جانبين من جوانب الموازنة الثقافية العالمية المعروضة في البلقان. مع كل التعايش الفوضوي للمنتجات الثقافية في البلقان، ذكرت التقارير أنه لا يخيف الزائر فعليًا وأنه يجب على الناس التعامل مع فوضى التأثيرات العابرة للحدود التي يتعرضون لها فجأة بمرور الوقت.

## المقاومة الوطنية ضد المعاصرة العالمية
أظهرت التقارير الواردة من مدن مثل براغ وبودابست سلوكًا غريبًا ومقاومة للتحديث خلال فترة انتقالية، حيث أن التقاليد الأوروبية القديمة والأساطير والآثار متجذرة بعمق في براغ.
تشير التقارير حول الثقافة الشعبية الوطنية في براغ والحداثة المترددة في بودابست إلى كيفية تعامل مدن القارة العجوز مع التوحيد الثقافي. يميل الصحفيون الألمان، بالإضافة إلى المراسلين الأجانب، عادةً إلى مشاركة انبهار "الاعتدال الجديد" بالتوحيد الثقافي، في حين كان يشار بشكل منتظم إلى أمريكا باعتبارها "النموذج الثقافي للمستقبل". عادةً ما تعتمد الثقافة الجماهيرية والحداثة التكنولوجية على نطاق واسع في المدن الكبرى، ومع ذلك تضع التقاليد القديمة ضغطًا على بعض المدن عند التكيف مع الاتجاهات الجديدة. وتميل العواصم إلى تقليد بعضها البعض أثناء انتشار الحداثة الثقافية. على سبيل المثال، "في عواصم أوروبا، كانت لندن في ظلال الحداثة التقدمية لبرلين، بينما كانت باريس هي التي كانت في ظلال برلين قبل ذلك".

## عملية الموازنة الاقتصادية
كتب العالم اليهودي إريك أورباخ في رائعته "محاكاة" خلال الحرب العالمية الثانية: "تحدث عملية موازنة اقتصادية وثقافية مع الصراعات، وأيضًا من خلالها. لا يزال هناك طريق طويل إلى حياة مشتركة للبشرية على الأرض، ولكن الهدف يبدأ في أن يصبح مرئيًا."
ومع ذلك، بعد نصف قرن يتردد المرء في وصف العولمة التي كانت تحدث على أنها "عملية موازنة اقتصادية". ففي تلك الأثناء، نظر أورباخ إلى الموازنة الثقافية بقلق متزايد، ومع ذلك فقد كان واقعًا لا جدال فيه ولكن يصعب فهمه. "في مقال نُشر في عام 1952، لاحظ أورباخ أن مفهوم جوته عن الأدب العالمي (Weltliteratur) أصبح غير ملائم بشكل متزايد، موضحًا صعوبة عالم فقه اللغة من تقليد ثقافي واحد أن يكون قادرًا على الاقتراب من عالم تتفاعل فيه العديد من اللغات والعديد من التقاليد الثقافية. "
يتعمق إريك أورباخ في إيمانه بضرورة البحث عن نقاط البداية والتفاصيل الملموسة التي يمكن من خلالها "إعادة بناء العملية العالمية بشكل استقرائي". في ختام كتاب محاكاة لأورباخ، قال: "إن الموازنة المستمرة للعالم مرئي بشكل ملموس الآن في التمثيل غير المتحيز والدقيق والداخلي والخارجي للحظة العشوائية في حياة مختلف الناس." إنه نفس النوع من نهج الصراع الطبقي في المجال الثقافي الذي اتبعوه في المجال الاقتصادي، حيث قاموا بتجميع القصور ضد المتميزين. استئنفت جهود الموازنة الثقافية بقوة في سن مبكرة بين العديد من الأفراد.

## الدِين
الدين كان دائمًا المصدر الرئيسي للتغيير الثقافي والاضطراب. واستخدمت العديد من الاستراتيجيات النظرية لشرح الدين ودوره في المجتمع. ومع ذلك، في هذا العصر من الموازنة الثقافية المتبعثرة، فإن أي نظرية للدين لن تكتمل إذا فشلت في تضمين تأثير التغيير الثقافي على الأديان والأفراد الذين يتبعونها. يعتقد كارل ماركس، على حد تعبير بريان موريس، أن "الدين كان، إلى حد ما، ظاهرة ثانوية ويعتمد على الظروف الاجتماعية والاقتصادية. لذلك، لا يمكن التغلب عليها، إلا عندما تتغير الظروف التي أدت إلى نشوء الدين ". وفقًا لآر. آر. رادكليف-براون، "الدين هو مخزن للعادات والأخلاق التي تساعد على عمل المجتمع بشكل جيد ويجسد الحقيقة والمعنى، ودور الفرد هو مجرد استيعاب النظام المعتقد القائم حاليًا".

## النتائج السلبية والإيجابية للموازنة الثقافية
ونتيجة لتطور التوحيد الثقافي، يتضح أن بعض التأثيرات السلبية هي اختفاء اللهجات، حيث يختفي الأفراد الذين يتحدثون لغات مختلفة تدريجيًا بمجرد أن يعترف المجتمع بلغة واحدة. وتشمل الآثار السلبية الأخرى: الحد من التنوع الثقافي حيث يفقد الأفراد مغزى الاختلاف، وفقدان الفرادية الثقافية، وفقدان التراث الثقافي، وصعوبة قبول نتائج التوحيد الثقافي. تتضمن بعض النتائج الإيجابية للموازنة الثقافية ما يلي: التوحيد والتعاون والعمل الفعال (الفهم المشترك في جميع المجالات). وتؤثر الموزانة الثقافية على الجوانب الثقافية لتكشف ما يتحدى المبادئ الحالية للمجتمع.

## الموازنة الثقافية والماركسية
من الواضح أن الزعماء الشيوعيين سعوا إلى الموزانة الثقافية ليس فقط لأنهم ملتزمون بمذهب ماركسي يهدف إلى القضاء على التمييزات الطبقية، بل أيضًا لأنهم كانوا يثقون بشكل كبير في الطبقات العليا القديمة وكانوا عازمين على منعهم من الحفاظ على ميزتهم الطبقية وإعادة إنتاجها.

## مقالات ذات صلة
- استحواذ ثقافي
- استيعاب ثقافي
- عابر للحدود